# بيرديفومو
بيرديفومو (بالإيطالية: Perdifumo)‏ هي بلدية في مقاطعة سلرنو في منطقة كامبانية بجنوب غرب إيطاليا.